# 野川 (川崎市)
- 日本 > 神奈川県 > 川崎市 > 高津区 > 野川
- 日本 > 神奈川県 > 川崎市 > 宮前区 > 野川

野川（のがわ）は、神奈川県川崎市高津区と宮前区に跨る地域。かつて、大字野川として存在していたが、現在は住居表示実施に伴い複数の町名に分割されている（後述）。

## 地理

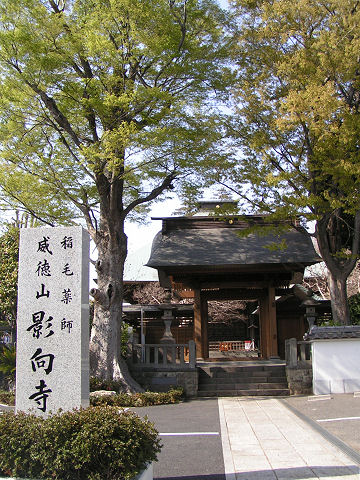
影向寺

広大な台地を中心とした地域で、平地は矢上川や有馬川（いずれも鶴見川の支流）の流域近辺に限られている。
台地・平野問わず、広く農業が営まれてきたが、近年は平地や傾斜地での宅地開発が急速に進んでいる。台地においても、東急野川団地を初めとするマンション建設が増えた結果、この地域は川崎市内でも有数のベッドタウンとなった。大小問わず、公園や手つかずの自然も多い。しかし、人口の増加に地域インフラの整備は追いついておらず、特に商業施設の不足が目立っている。多くの住民は、自家用車やバスで武蔵小杉、溝口、鷺沼、港北ニュータウンへ買い物に出る。

### 面積
面積は以下の通りである。
| 区     | 大字 | 面積（km2） |
| ------ | ---- | ----------- |
| 高津区 | 野川 | 0.424       |
| 宮前区 | 野川 | 2.656       |
| 計     | 計   | 3.080       |

### 地価
住宅地の地価は、2021年（令和2年）1月1日の公示地価によれば、野川字西耕地3013番11の地点で19万7000円/m2となっている。

## 歴史
野川の地名の由来は矢上川の流れによるものと考えられる。南北の丘陵のあいだを流れる矢上川が「野川」と呼ばれ、それに沿う村という意味で「野川村」になったと思われる。
1950年代までは古い農村の姿が残っていた。低地・谷戸には水田、台地上には畑作、雑木林は炭林に。大正時代には養蚕が盛んだったが、戦後は代わって養鶏・養豚が盛んになった。
1950年頃からは東京急行電鉄（現・東急）による開発の手が入り、土地買収が盛んになり、県営や市営の住宅・団地が建ちはじめていく。

### 野川第一土地区画整理事業
東急が進めた多摩田園都市計画の中で、最初に開発を行うモデル地区として当地が選ばれ、事業が開始した。モデルケースとして早期に結果を挙げ、残りの事業地買収に弾みをつけるという狙いがあったので、東急が比較的まとまった土地を確保していた当地が選ばれ、また事業面積は19.8 haと、あえて小さなものとされた。
ただ、このような組合施行の土地区画整理事業自体が川崎市で初めてであったこと、首都圏整備計画におけるグリーンベルト構想の存在、さらには反対する一部地主の存在などもあり、野川第一土地区画整理組合の発起人会（1957年5月）から設立認可（1959年5月）までに2年という期間を要することとなった。
事業の法的な施行者は土地区画整理組合であるものの、東急が多摩田園都市の一体開発を進めるために、組合が行うべき一切の業務を東急が代行し、その代行料として保留地を受け取るという、業務代行土地区画整理事業として行われ、1961年10月の換地処分によって完結した。完成と前後して分譲が行われたが、モデルケースという事情もあってか東急の縁故者向けに別枠で募集が行われたほか、社宅も誘致された。

### 住居表示の実施
2015年度から住居表示の実施が検討されており、2018年度から2020年度にかけて、町内全区域で実施された。住居表示の実施後はすべて別の町名になった。
なお、分割された町名は、以下の通りである。
- 高津区側（北野川、東野川）
- 宮前区側（西野川、野川台、野川本町、南野川）

### 沿革
- 1531年 - 影向寺十二神将のうち一体の頭部内墨書銘に、「武州野河郷加□谷村住侶、享禄四辛卯」とある。
- 1559年 - 『小田原衆所領役帳』に次の記載がある。「布施弾正左衛門　15貫300文　小机野川地頭方」、「後藤惣次郎　16貫303文　小机野川」。
- 1590年 - 徳川家康江戸入部、関東は徳川家の支配地となる。江戸初期、近世郷村制成立。野川郷がいくつかの小村に分立。両村の境界は複雑で、明確に分別しがたいため幕府は一緒の形で扱っている。
- 1649年 - 上野川村は増上寺御霊屋料の村となる。
- 1667年 - 下野川村は旗本大岡氏の知行所となる。
- 1745年 - 野川新田の開拓なり、天領に組み入れられる。
- 1834年 - 『天保郷帳』によれば、「上野川村　高537石2斗余、下野川村　高302石3斗余」である。
- 1868年 - 明治維新により神奈川県管轄となる。『旧高旧領取調帳』の記載は次のと取りである。「天領　41石6斗余、大岡氏知行所　160石9斗余、影向寺領　5石、西蔵寺除地　3石4斗、増上寺領（上野川村）498石7斗余、同じく増上寺領（下野川村）133石4斗余」。
- 1874年 - 大区小区制施行。上野川村・下野川村ともに5大区5小区に属す。
- 1875年 - 上野川村・下野川村が合併して野川村となる。
- 1878年 - 郡区町村編制法施行。大区小区制廃止。橘樹郡野川村となる。
- 1889年 - 市制町村制施行、野川・梶ヶ谷・馬絹・土橋・有馬の5村が統合して宮前村誕生。野川は大字となる。
- 1938年 - 宮前村が川崎市に編入。川崎市野川となる。
- 1972年 - 川崎市が区制施行、高津区野川となる。
- 1982年 - 高津区から宮前区が分区。基本的に第三京浜道路より西側の部分が宮前区に編入される。
- 2018年11月5日 - 第三京浜道路及びその東側で住居表示が実施され、以下の町丁が新設される[12][13]。
  - 高津区
    - 北野川 - 野川字東耕地の一部
    - 東野川1丁目 - 野川字中耕地の一部
    - 東野川2丁目 - 野川字中耕地、南耕地のそれぞれ一部

  - 宮前区
    - 野川本町3丁目 - 野川字東耕地の一部
- 2019年10月15日 - 宮前区野川本町1丁目・2丁目、宮前区西野川1丁目・2丁目・3丁目を新設。
- 2020年11月9日 - 宮前区南野川1丁目・2丁目・3丁目、宮前区野川台1丁目・2丁目・3丁目を新設。全区域の住居表示が完了。

## 世帯数と人口
2017年（平成29年）12月31日現在の世帯数と人口は以下の通りである。
| 区     | 大字 | 世帯数     | 人口     |
| ------ | ---- | ---------- | -------- |
| 高津区 | 野川 | 2,067世帯  | 4,623人  |
| 宮前区 | 野川 | 12,251世帯 | 28,425人 |
| 計     | 計   | 14,318世帯 | 33,048人 |

## 小・中学校の学区
市立小・中学校に通う場合、学区は以下の通りとなる。なお、高津区側と宮前区側との区別されず共通である。
| 番地 | 小学校               | 中学校             |
| --- | -------------------- | ------------------ |
| 1259番、1276～1279番、1281～1283番 2917～2920番、2929～2931番、2934番51 2935番、2937～2949番、2966～2996番 2999～3052番、3055～3057番、3069～3122番 3129～3144番、3146～3149番、3151～3154番 3158～3160番、3163～3168番、3171番 3192〜3193番、3195～3212番、3214番 3421番、3445～3449番、3477～3498番 3501～3517番、3525～3613番 | 川崎市立西野川小学校 | 川崎市立野川中学校 |
| 1419番、1422～1427番、1435〜1436番 1968～1977番、2043～2245番、2251番 2286～2301番、2314～2317番、2321～2391番 2482～2484番、2591～2855番、2904～2916番 2921～2923番、2932～2934番、2951～2965番 3181～3183番、3224番、3228〜3229番 3235～3254番、3255番5～21号、3256～3258番 3260番、3267番、3286番 3887～4393番                | 川崎市立南野川小学校 | 川崎市立野川中学校 |
| その他 | 川崎市立野川小学校   | 川崎市立野川中学校 |

## 交通
当地域には旅客用の駅はないが、JR武蔵野線の梶ヶ谷貨物ターミナル駅がある。この駅を旅客化する案もあるが、実現の可能性は低い。なお当駅は2019年（平成31年）10月15日に川崎市の野川地域住居表示施行に合わせ、駅舎所在地が宮前区野川140から宮前区梶ケ谷140に変更された。
東側を中原街道、尻手黒川道路が走っている。両道路は高津区側で交差している（野川交差点）。また、中原街道にほぼ並列して第三京浜道路が通っており、尻手黒川道路との間に野川インターチェンジを新設する事業が進められている。
武蔵小杉駅、武蔵中原駅、武蔵新城駅、武蔵溝ノ口駅、梶が谷駅、宮前平駅、および鷺沼駅からバスが利用可能である。武蔵小杉駅、梶が谷駅、鷺沼駅からの便が多い。しかし、人口の増加に伴う乗客増に対応しきれないでおり、特に梶が谷行き、中原行き、鷺沼行きは朝ラッシュ時には多くの混雑を見せる。
また、バス路線は主に尻手黒川道路や中原街道、有馬街道といった「台地の下」にある道路を走る（台地の上を走る路線もある）。このため、台地の上からバス停までは急な坂道を徒歩で上り下りしなければならず、交通弱者の障害として問題に上げられている。2008年7月から、野川南台団地から中原街道を経由するコミュニティバスの運行が開始された。
かつて川崎市交通局の計画では、川崎縦貫高速鉄道の久末駅（仮称）を野川交差点付近に、野川駅（仮称）を野川台西側の宮前区休日急患診療所付近に建設する予定が存在していた。

## 主要施設
北野川
小規模の住宅地。
東野川1丁目
市営野川東住宅
日産プリンス神奈川販売 野川店
Honda Cars 神奈川東 野川店
ケーズデンキ 川崎野川店
フィットケアデポ 野川店
ヤマト運輸 高津千年センター
洋服の青山 川崎野川店
東野川2丁目
市営久末西住宅の一部
野川保育園
フィットケアデポ 川崎久末店
リンガーハット 川崎野川店
吉兆 川崎野川店
野川本町1丁目
フィットケアデポ 上野川店
野川本町2丁目
川崎野川郵便局
オーケー 野川店
ヨークマート 川崎野川店
ガスト 野川店
野川本町3丁目
川崎信用金庫 野川支店
野川神明社
影向寺
たちばなの散歩道
西野川1丁目
市営野川西住宅
FUJI 上野川店（ホームセンターコーナン併設）
宮山スポーツプラザ
西野川2丁目
川崎市消防局宮前消防署野川出張所
川崎市立野川小学校
川崎市立野川中学校
亀ヶ谷学園 宮前幼稚園・宮前おひさまこども園
ティンクル上野川保育園
宮前スイミングスクール
パシオス 野川店（100円ショップダイソー併設）
西野川3丁目
宮前警察署 野川交番（高津区側は高津警察署千年交番の管轄）
セレサ川崎農業協同組合 野川支店
ゲオ 野川店
南野川1丁目
スシロー 川崎野川店
むさしの森珈琲 川崎野川店
クリエイトエス・ディー 川崎野川店
南野川2丁目
川崎市立南野川小学校
クリエイトエス・ディー 川崎南野川店
はま寿司 川崎野川店
南野川3丁目
県営野川南台団地
京浜予防医学研究所
野川南台保育園
ティンクルくぬぎ坂保育園
野川台1丁目
野川こども文化センター
野川台2丁目
野川台3丁目
川崎市立西野川小学校